# 미하일 로모노소프

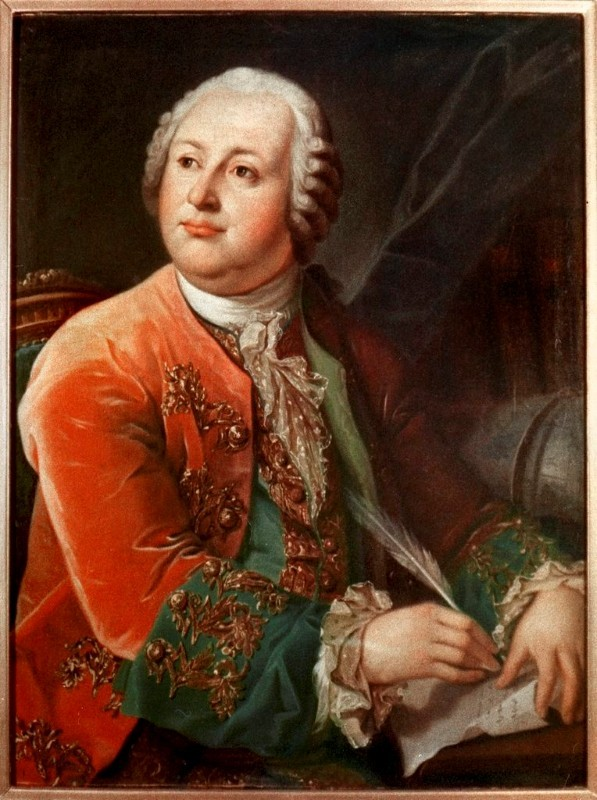
미하일 로모노소프

미하일 바실리예비치 로모노소프(러시아어: Михаи́л Васи́льевич Ломоно́сов, 문화어: 미하일 로모노쏘브, 1711년~1765년)는 러시아의 시인·철학자·과학자이다.
아르한겔스크주 출신으로 백해(白海)의 어민이자 농부의 아들로 태어나 19세 때 가출하여 모스크바 신학교에 들어갔고 그 후 선발되어 독일에 파견되었다. 5년간의 유학 끝에 1741년 귀국했을 때는 학문의 모든 분야에서 당대 일류의 학자가 되어 있었다. '질량 보존의 법칙' 발견, 오로라 현상의 해명 등은 그의 공적으로 꼽히고 있다. 로모노소프의 문명은 유학 중 고국에 보낸 송시 〈호친 점령의 찬양〉으로 일찍이 확립되었다. 이 시와 함께 쓴 〈러시아 작시법에 관한 서간〉도, 트레자코프스키의 생각을 전개한 것으로서 문학사상 중요한 의의를 지니고 있다.
로모노소프의 작품에는 36편의 송시, 서정시, 우화시 등이 있는데 그가 가장 성공을 거둔 것은 장려한 송시였다. 이 가운데서도 〈여제 엘리자베타 페트로브나 즉위일에 붙여서〉, 〈신의 위대함에 관해서〉, 〈아침의 명상〉은 걸작으로 꼽히고 있다. 고전주의 시인에 알맞게 고양된 공민정신과 과학에의 절대적 신뢰가 항상 그의 작품의 기조를 이루고 있었다. 로모노소프는 러시아 문장어에도 깊은 관심을 보여 장르에 따라 상이한 문체를 사용해야 한다는 '3문체론'을 제창했다.

## 같이 보기
- 크리스티안 볼프
- 조제프-니콜라 드릴
- 바실리 트레디아콥스키